# Tochigi TV
Tochigi Television Co., Ltd. (株式会社とちぎテレビ Kabushiki-gaisha Tochigi Terebi, Công ty TNHH Tochigi Television) là một đài truyền hình địa phương của Nhật Bản được thành lập ngày 14 tháng 5 năm 1997, có trụ sở tại Utsunomiya, tỉnh Tochigi với mục tiêu truyền dẫn phát sóng là chính tỉnh này. Kênh truyền hình của nó là Tochigi TV lên sóng vào đầu tháng 4 năm 1999 và hoàn tất quá trình chuyển đổi từ truyền hình analog sang truyền hình kỹ thuật số vào ngày 25 tháng 7 năm 2011, tiến đến truyền dẫn truyền hình độ nét cao. Đây là một trong các đài truyền hình cuối cùng của Nhật Bản ngừng phủ sóng truyền hình tương tự mặt đất.
Mã hiệu là JOGY-DTV (kênh vật lý 29 Utsunomiya), nút điều khiển từ xa số 3, tên viết tắt là GYT.